# Tanzlinde

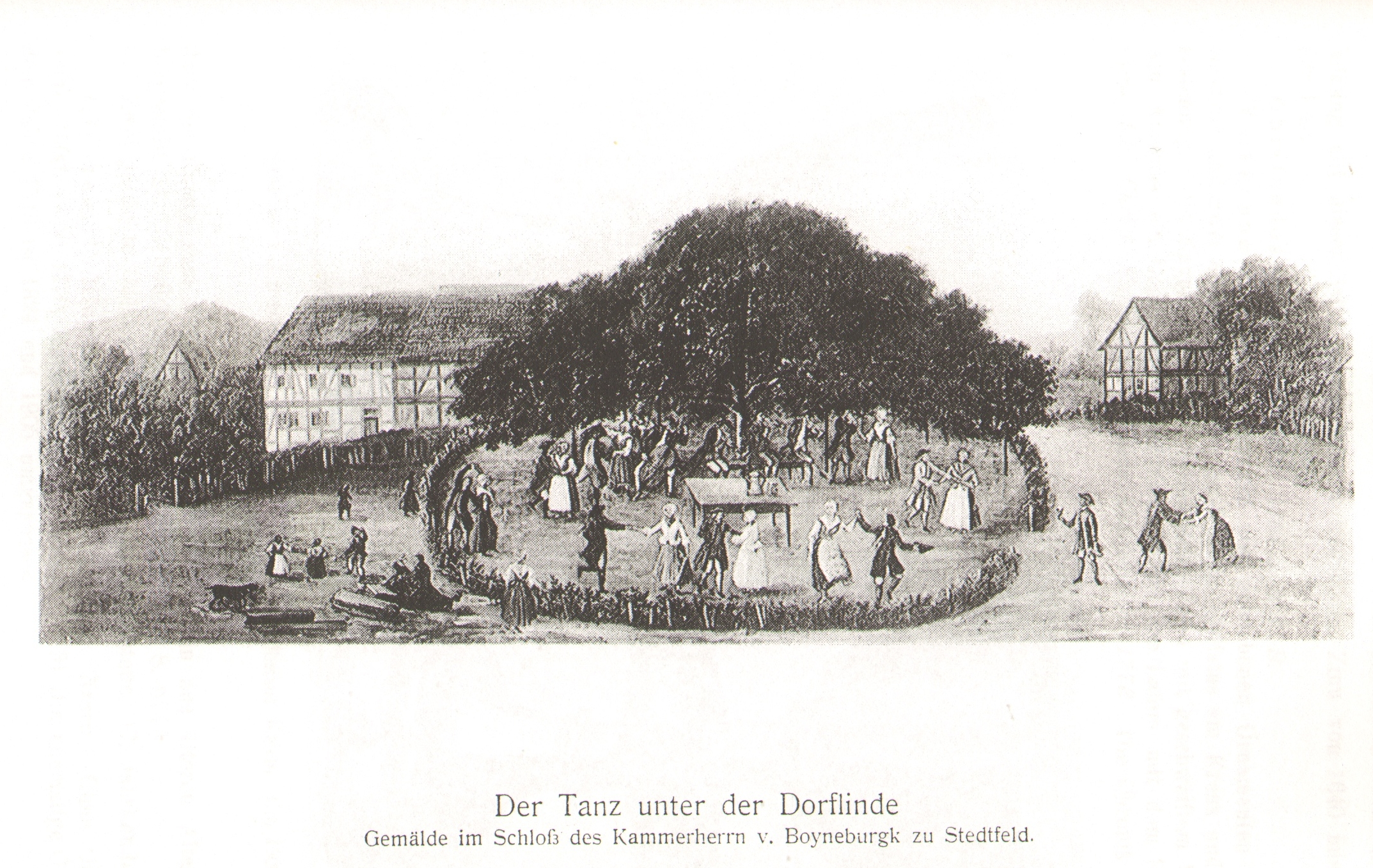
Tanz unter der Linde (zeitgenössische Darstellung, 18. Jh.)

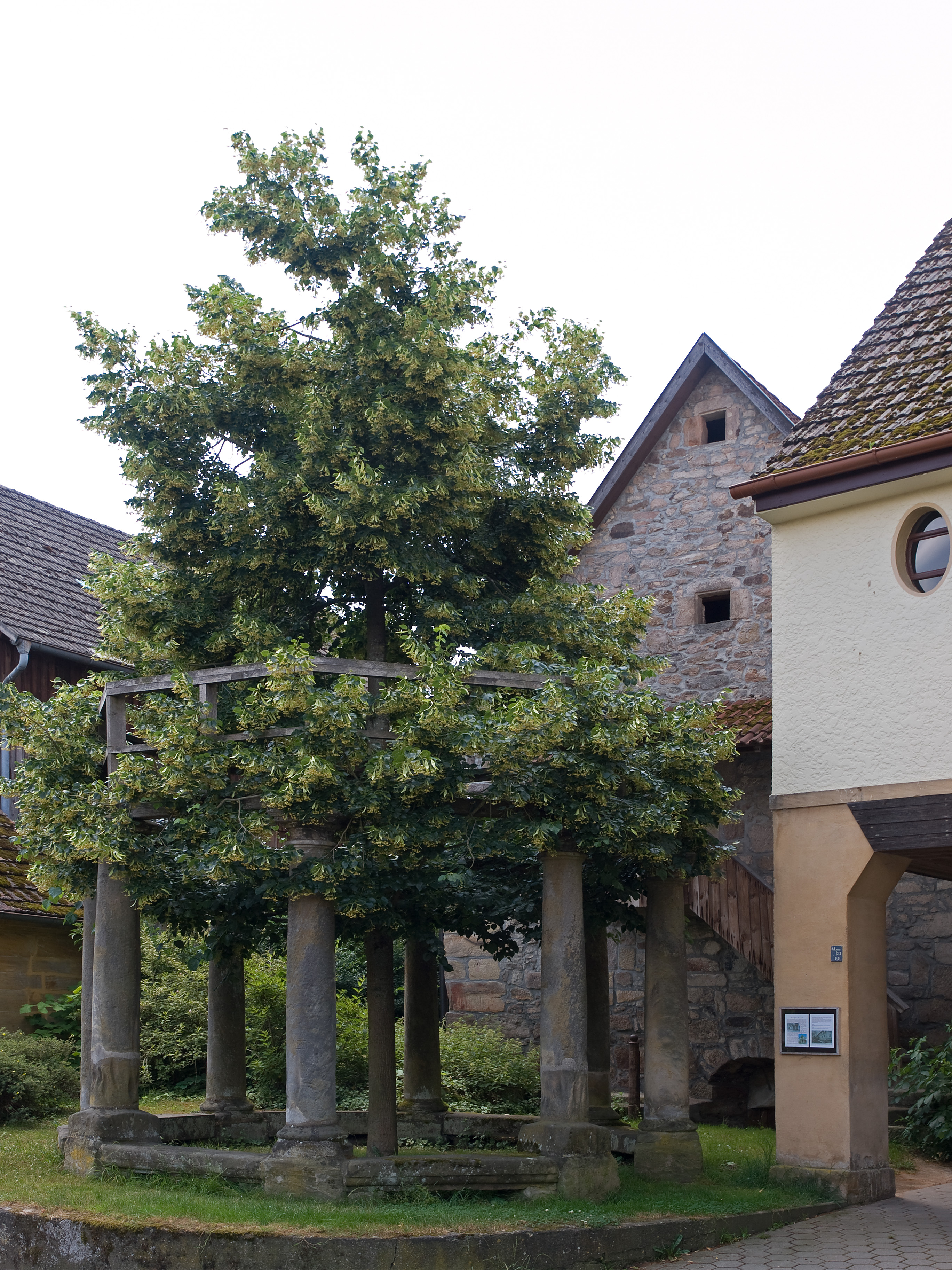
Tanzlinde in Langenstadt (2009)

Tanzlinden sind kunstvoll geleitete Lindenbäume, die früher in manchen Regionen häufig der Mittelpunkt dörflicher Feste und Bräuche waren. Heute gibt es sie nur noch in wenigen Dörfern.
- Tanzlinden im engeren Sinne sind eine besondere Form von geleiteten Linden. Ursprünglich wurden als Tanzlinden nur geleitete Linden bezeichnet, die Podeste trugen, damit in der Baumkrone getanzt werden konnte. Die Stützpfeiler der geleiteten Tanzlinden sind dabei, ähnlich wie die übrigen Konstruktionen, häufig kunstvoll gearbeitet.[1]
- Tanzlinden im weiteren Sinne sind geleitete Linden, bei denen am Boden unter der Linde oder außerhalb des Astbereiches um sie herumgetanzt wird.
- Sonstige Tanzlinden sind Linden, die im Mittelpunkt von Tanzbräuchen stehen oder standen, ohne einer besonderen Formgebung unterzogen worden zu sein und ohne über Gerüstkonstruktionen zu verfügen.
- Daneben gibt es noch geleitete Linden, die mit ihrer Formgebung der klassischen Tanzlinde sehr ähnlich sind (und deshalb oftmals auch als Tanzlinde bezeichnet werden), aber niemals mit Tanzbräuchen verbunden waren (etwa manche Stufenlinden).
- Der Vollständigkeit halber sind auch weitere Formen geleiteter Linden wie etwa Gerichtslinden sowie Linden-Lauben aufgeführt.

## Allgemeines

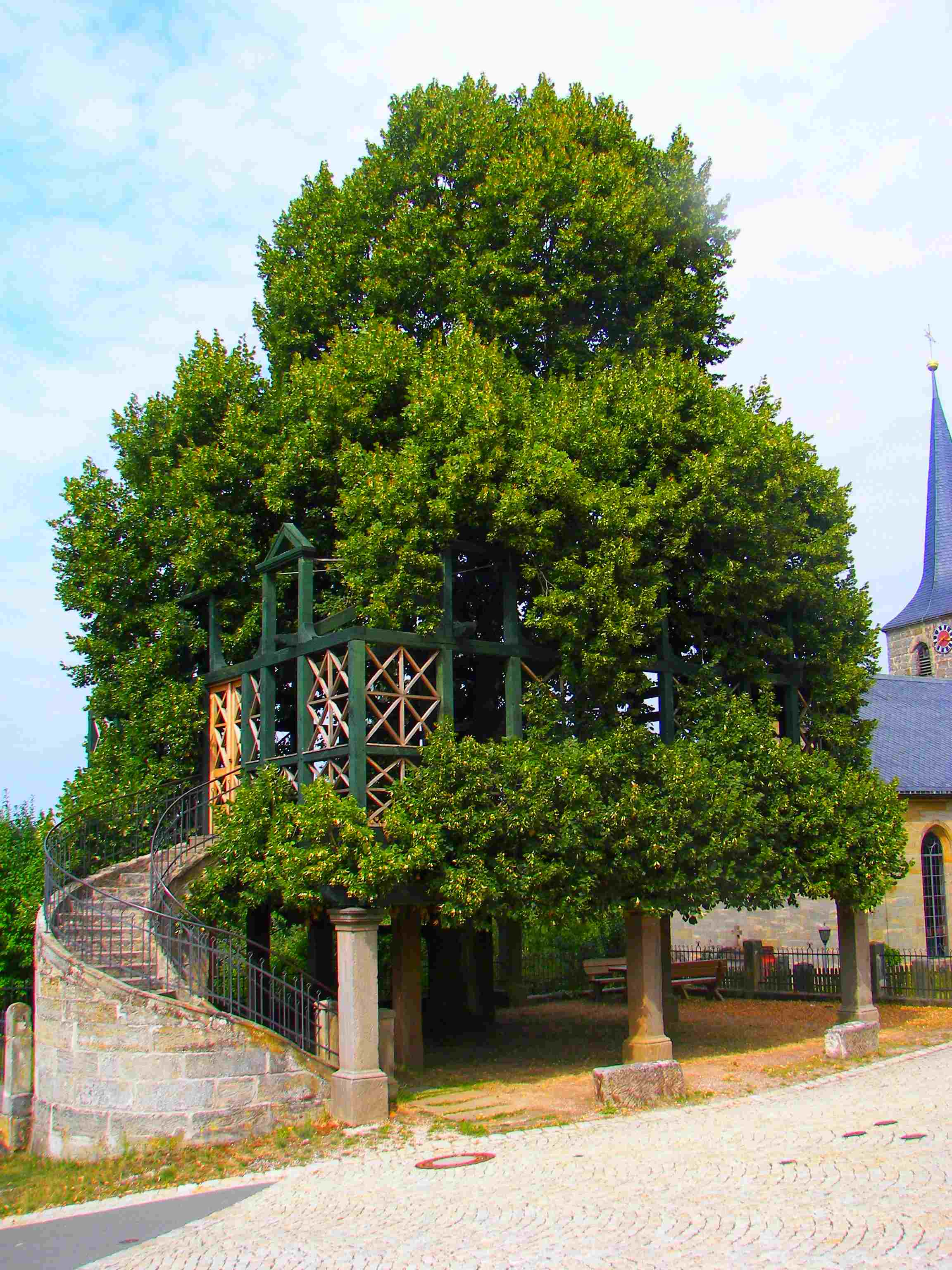
Tanzlinde in Peesten (2008)

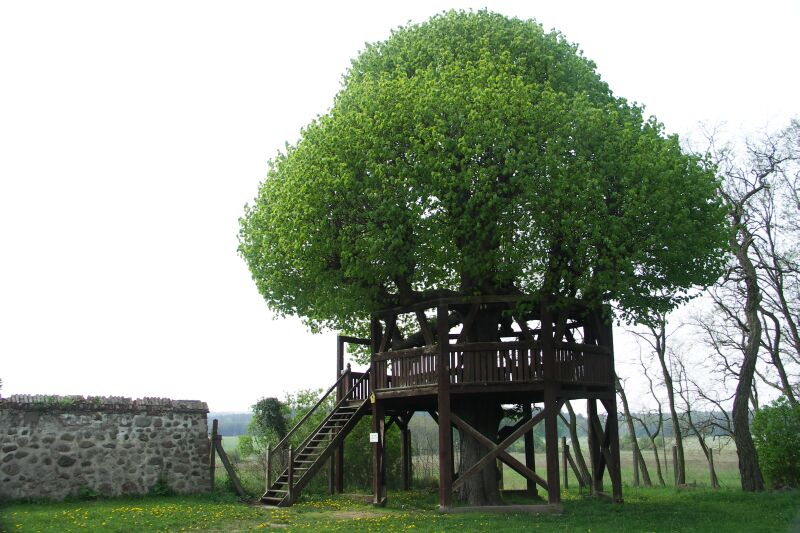
Tanzlinde in Galenbeck (2006)

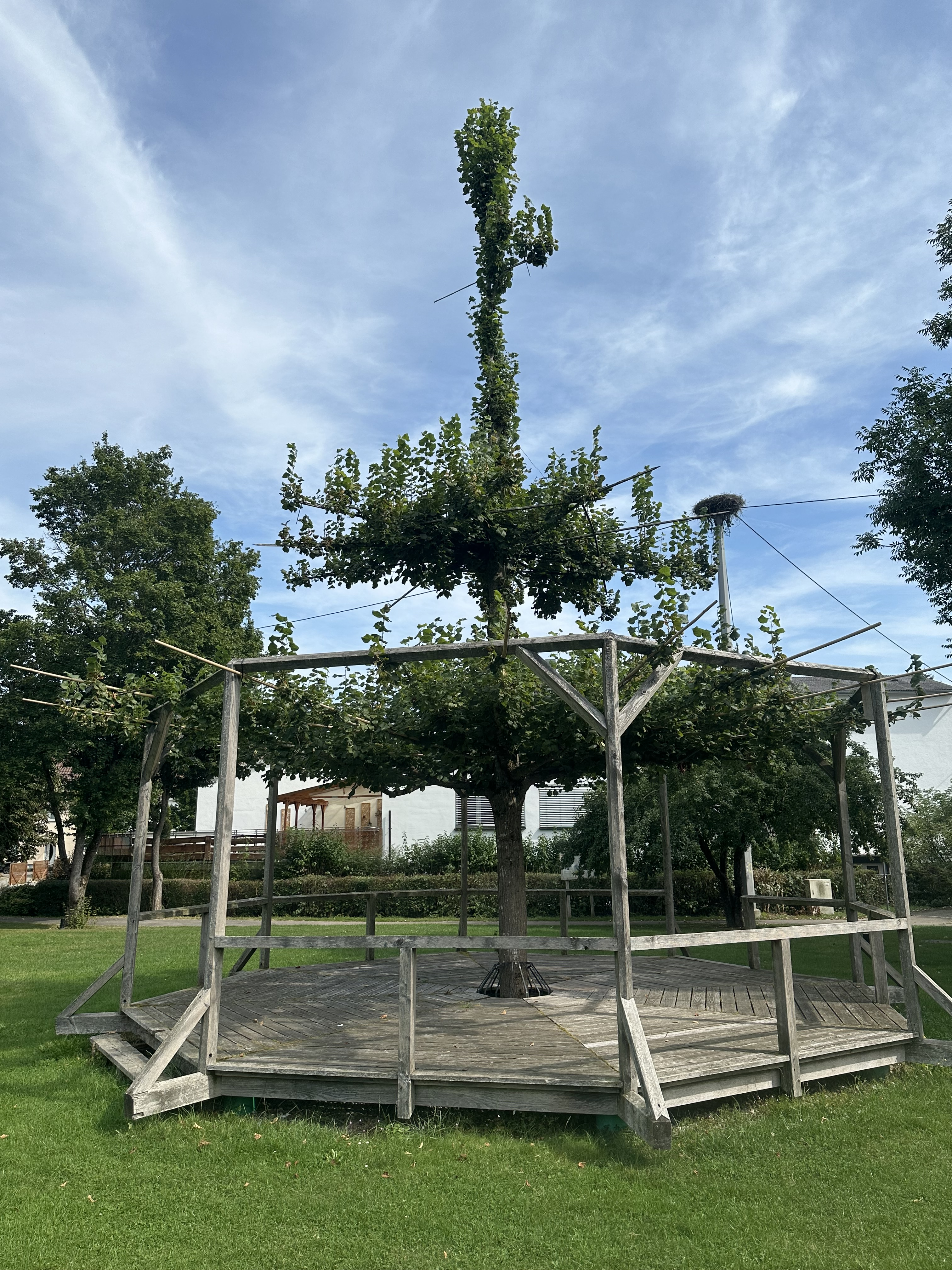
Deutschlands südlichste Tanzlinde in Wald (Hohenzollern), 2008 neu angelegt (2024)

Bei beiden geleiteten Hauptformen der Tanzlinden ist um den Stamm der Linde, auf Höhe des unteren Astkranzes, ein Gerüst gebaut, das unter anderem dem Verziehen der Äste dient. Bei Tanzlinden sind die Bäume in der Regel Naturdenkmale, die stützenden Bauwerke meist auch Baudenkmale, die gemeinsam als Teil dörflicher Kultur, meist als Mittelpunkt lokaler Traditionen und Tanzbräuche in Zusammenhang mit Kirchweihfesten, dienen; auf diesem einmaligen Zusammenspiel dreier Elemente beruht die besondere, weit über die Standortdörfer und -regionen hinausgehende eigenständige kulturelle Bedeutung der Tanzlinden.
In Limmersdorf besteht seit 2018 das Deutsche Tanzlindenmuseum, in dem neben einer umfassenden Bestandsaufnahme unter anderem auch erstmals eine Klassifizierung und Typisierung und eine umfassende Bibliothek erfolgen soll.
Seit 2014 zeigt das Lindenbaum-Museum in Neudrossenfeld anhand von Modellen über 40 Beispiele von geleiteten Lindenbäumen in Europa, davon viele Tanzlinden.

### Tanzlinden im engeren Sinne
Bei den Tanzlinden im engeren Sinne wachsen die Äste des untersten Astkranzes, meist in einer Höhe zwischen zwei Metern und drei Metern, unter einem Gerüst aus massiven Holzbalken entlang und dann außerhalb an laubenartigen (über-)mannshohen Spalieren mit Fensterausschnitten oder an Balustraden wieder nach oben, so dass es aussieht, als ob die Äste die Balkenkonstruktion trügen; eigentlich hängen die Äste aber an den Balkenkonstruktionen. Tatsächlich werden die Konstruktionen dann hauptsächlich von Säulen aus Sandstein oder Holz getragen (manchmal auch Metall), die am Rand der Baumkrone ringförmig um den Stamm mit Radien zwischen drei Metern und fünf Metern angeordnet sind; je nach statischem Bedarf werden manchmal Säulen innerhalb des Ringes aufgestellt. Die horizontale Balkenlage ist entweder dauerhaft oder nur zu den Tanzfesten mit Brettern belegt; diese Tanzfläche ist über eine Treppe zu erreichen. So entstehen imposante, luftige Baumpavillons, die Tanzpaaren und manchmal sogar den Musikkapellen Platz bieten, früher angeblich manchmal sogar auf zwei Ebenen verteilt.
„Klassische“ Tanzlinden, die noch zum Tanzen benutzt werden (können), stehen in:
- Limmersdorf (Oberfranken, seit 1686)
- Langenstadt (Oberfranken, Nachpflanzung 1995), öffentlich genutzt, aber auf privatem Grund
- Peesten (Oberfranken, Nachpflanzung 1951)
- Effelder (Südthüringen, seit 1707)
- Sachsenbrunn (Südthüringen, seit etwa 1650)
- Oberstadt (Südthüringen, seit 1800), betriebsbereit
- Großensee (Werra-Suhl-Tal), dreistufig gezogen, 1966 als Naturdenkmal ausgewiesen[3]

Neue Tanzlinden entstehen in:
- Bärstadt (Hessen, Neupflanzung 2004)
- Leeden (Westfalen, Neupflanzung 2005)
- Limmersdorf II (Oberfranken, 1990), Nachpflanzung und Demonstrationsobjekt im Deutschen Tanzlindenmuseum
- Limmersdorf III (Oberfranken, 1991), Demonstrationsobjekt im Deutschen Tanzlindenmuseum
- Selbitz (Oberfranken), Erstpflanzung 1997 durch den Schülerjahrgang 1946/47
- Wald (Baden-Württemberg), Neupflanzung 2008
- Rudolstadt (Thüringen), Neupflanzung 2014
- Berlin, Neupflanzung 2017, im Gemeinschaftsgarten Allmende Kontor am Tempelhofer Feld

Baumveteranen, die vermutlich Tanzlinden im engeren Sinne waren in:
- Eishausen (Thüringen)
- Faistenau (Österreich, seit 1320), die Dorflinde in Faistenau ziert auch das Gemeindewappen
- Heiden (Lage) (Westfalen)[4]
- Himmelsberg (Hessen)
- Lischeid (Hessen)
- Neustadt im Eichsfeld (Thüringen, seit etwa 1650), die Tanzlinde ziert auch das Dorfwappen
- Niedenstein (Hessen)
- Bexten (Westfalen)
- Linde in Schenklengsfeld, mit etwa 1275 Jahren vermutlich der älteste Baum Deutschlands
- Stein am Rhein (Schweiz): ca. 400 Jahre alte Schützenlinde

Bäume, die wie „echte“ Tanzlinden geformt sind, aber mit keiner Tanztradition verbunden sind:
- Podest ohne Astkranz:
  - Galenbeck (Mecklenburg-Vorpommern), Privatbesitz
- Podest ohne Mittelstamm und ohne Stütz-Gerüst:
  - Gescher (Westfalen, seit etwa 1880), Privatbesitz
- Podest zur Aussicht oder für Musikanten:
  - Elstra-Rehnsdorf (Sachsen), Privatbesitz
  - Klein Görnow (Mecklenburg-Vorpommern), Privatbesitz

### Tanzlinden im weiteren Sinne
Bei den geleiteten Tanzlinden im weiteren Sinne ist das Zusammenspiel von Baum und Gerüst andersherum: Dort wachsen die Äste über den Konstruktionsbalken, weil in der Regel die Gerüste die Äste tragen. Deshalb konnte bzw. kann nicht auf, sondern lediglich unter den Linden getanzt werden (Platz- oder Plan-Tanz).
Solche Tanzlinden stehen beispielsweise in:
- Effeltrich (Oberfranken)
- Hilgershausen (Felsberg) (Hessen)
- Langenbeutingen (Baden-Württemberg)
- Rheine (Westfalen)

### Sonstige Tanzlinden
Bei den sonstigen Tanzlinden ist hingegen kein Gerüst vorhanden, das umgebende Gelände dient jedoch als Tanzplatz; in einigen Fällen wird die Bezeichnung Tanzlinde auch ohne jeden erkennbaren Bezug zu Tanzbräuchen als Interpretation der Form des Baumes benutzt.
Linden dieser Art stehen beispielsweise in
- Kaltennordheim (Südthüringen)
- Neudrossenfeld (Oberfranken)
- Guttenberg (Oberfranken)
- Schloss Spangenberg (Hessen)
- Dorla (Hessen)

### Stufenlinden
Eine besondere Form geleiteter Linden, die oftmals als Tanzlinden bezeichnet werden, sind die Stufenlinden.
Diese eindrucksvollen Bäume mit bis zu zehn Astkränzen erhielten aber in der Regel nicht zu Tanzzwecken, sondern als rein ästhetisch-romantische Spielart ihre Form. Die bekanntesten davon stehen in
- Untertheres (Unterfranken)
- Grettstadt (Unterfranken), zwei Bäume
- Salz (Unterfranken)
- Bad Tabarz (Thüringen)
- Isling (Oberfranken).

## Geschichte
Tanzlinden waren sowohl Orte der Gerichtsbarkeit als auch Versammlungsstätten. Linden wurden und werden deshalb oftmals an zentralen Plätzen innerhalb von Siedlungen gepflanzt und erreichen dort zum Teil imposante Größen.

## Verbreitung
Tanzlinden sind heute vorwiegend noch in kleineren Orten zu finden, in denen sie sowohl das Ortsbild als auch die dörflichen Feste prägen. Schwerpunkt dieser Tradition sind eindeutig die fränkischen Regionen Oberfranken, Südthüringen, Osthessen und Hohenlohe.
Vereinzelt existieren ähnliche Bäume auch in anderen deutschen Regionen (etwa Westfalen) und angrenzenden europäischen Ländern (Schweiz, Frankreich, Belgien, Österreich). Allerdings sind die Linden dort zwar in entsprechende Form geleitet, Tanztraditionen wie bei den „klassischen“ Tanzlinden in Oberfranken und Thüringen sind aber meist nicht überliefert.

## Tanz auf der Linde
Die heute bekannteste Tanzlinde steht im oberfränkischen Limmersdorf im Landkreis Kulmbach, das seit 1978 zum Markt Thurnau gehört. Die dortige Lindenkirchweih ist das älteste, ununterbrochen seit mindestens 1729 veranstaltete Fest, bei dem der Tanz auf der Linde und der Platztanz unter der Linde im Mittelpunkt des Kirchweihfestes stehen. Die Musikkapelle hat ein eigenes kleines Häuschen in der Plattform. Am Linden- und Kirchweihplatz, unmittelbar neben der 500-jährigen Kirche St. Johannes der Täufer, ist in Limmersdorf wegen der besonderen Bedeutung der Limmersdorfer Tanzlinde und dieses Brauchtums in Oberfranken das Deutsche Tanzlindenmuseum im Aufbau; auch die Deutsche Tanzlindenroute und der Tanzlindenradweg rund um Thurnau (Limmersdorf – Langenstadt – Peesten – Limmersdorf, ca. 30 km) beginnen dort.
Im Jahr 2014 wurde die Limmersdorfer Lindenkirchweih für die Region Franken als einer von 27 Bräuchen in Deutschland in die Nationale Liste des Immateriellen Kulturerbes aufgenommen; seitdem gilt die Tanzlinde in Limmersdorf für viele als „Baum der Franken“, manche sehen in ihr auch den neuen „Baum der Bayern“.
2014 wurden das Gerüst um die Linde, der Tanzboden und die tragenden Sandsteinsäulen umfassend saniert.
Der Tanz auf der Linde zur Kirchweih findet auch noch auf den Linden in Langenstadt, Peesten und Effelder statt; in Bärstadt wird seit einigen Jahren begonnen, die Tradition nach fränkisch-thüringischem Vorbild neu zu begründen.